# Foissy
Foissy é uma comuna francesa na região administrativa da Borgonha-Franco-Condado, no departamento de Côte-d'Or. Estende-se por uma área de 15,33 km². Em 2010 a comuna tinha 168 habitantes (densidade: 11 hab./km²).